# Christian Pineau

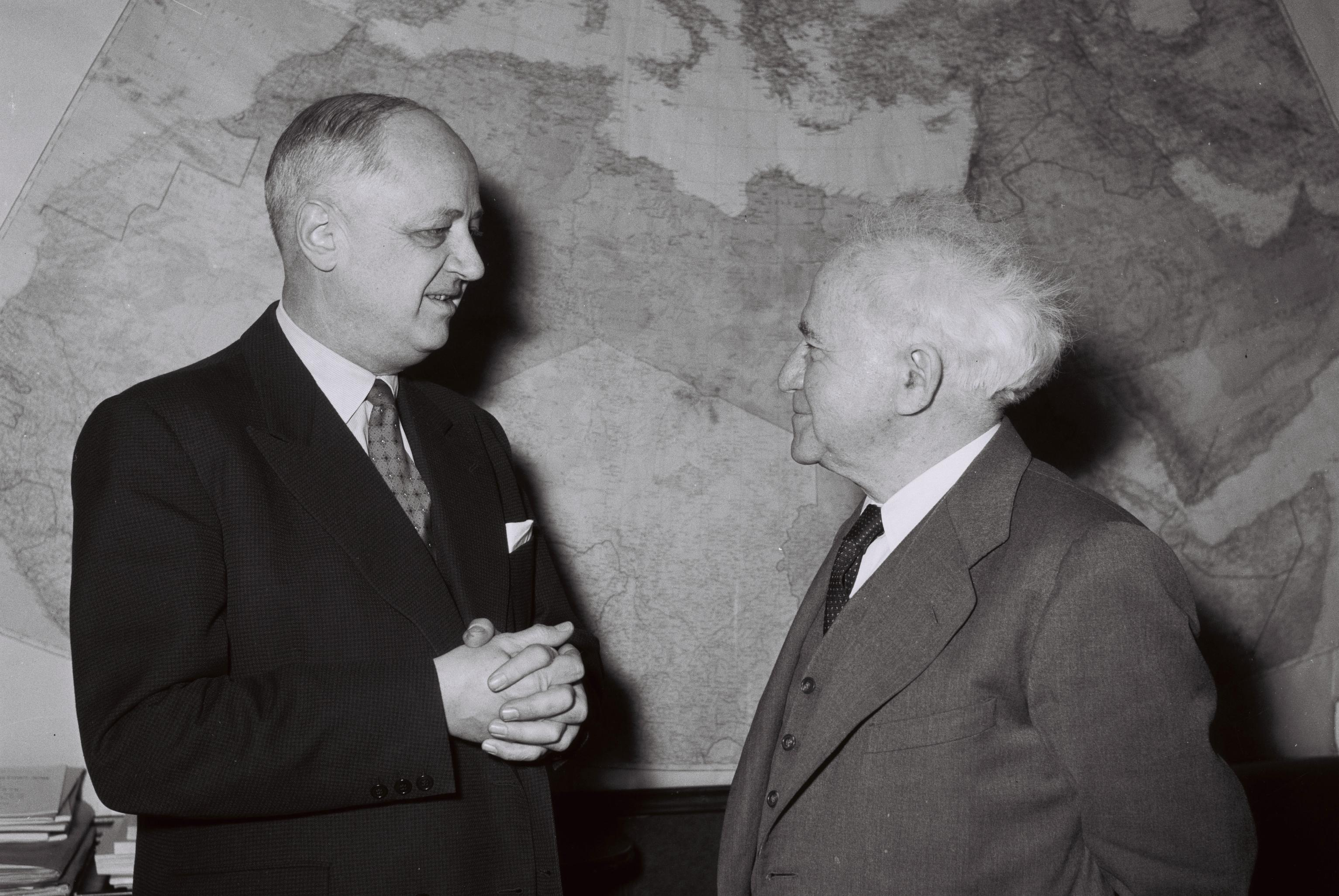
Christian Pineau en David Ben Gurion in januari 1959

Christian Pineau (Chamount-en-Bassigny, 14 oktober 1904 – Parijs, 5 april 1995) was een Frans socialistisch vakbondsleider en politicus.

## Vakbondsleider
Pineau studeerde rechten en politicologie. Van 1926 tot 1928 werkte hij bij de Banque de France en daarbij bij de Banque de Paris et des Pays-Bas. Sinds de jaren 30 was hij actief binnen de socialistische vakbond Confédération Générale du Travail (CGT). Hij klom op binnen de gelederen van de CGT en werd vertrouweling van de grote vakbondsleider Léon Jouhaux. Van 1936 tot 1939 was hij adjunct-secretaris-generaal van de Fédération des Employés de Banque (Federatie van Bankmedewerkers). Van 1938 tot 1939 was hij secretaris van de Economische Raad van de CGT.

## Verzet
Aan het begin van de Tweede Wereldoorlog (1939) werd Pineau tot kabinetschef van de commissaris van Informatie, Jean Giraudoux benoemd. Na de Franse nederlaag tegen nazi-Duitsland en de Duitse bezetting van Frankrijk, trad hij toe tot het Franse verzet (Résistance). In oktober 1940 was hij een van de oprichters van de verzetsbeweging Libération Nord. Hij werd lid van het socialistische actiecomité, opgezet door Daniel Mayer, om leden van de socialistische partij SFIO te stimuleren deel te nemen aan het verzet. In 1942 bevond hij zich in het geheim in Londen en werkte er samen met generaal Charles de Gaulle, hoewel hij twijfelde aan de republikeinse overtuiging van De Gaulle. Hij was medeopsteller van de Verklaring van generaal De Gaulle aan de verzetsbewegingen, die op 3 juni 1942 werd gepubliceerd in het clandestiene blad Libération ("Bevrijding"). Op 15 januari 1943 was hij weer in Londen en bepleitte hij de vereniging van alle Franse verzetsbewegingen. Later zou dit inderdaad gebeuren en werd de Conseil National de la Résistance gevormd met Georges Bidault als voorzitter.
Bij zijn terugkeer in Frankrijk, in mei 1943, werd Pineau door de Gestapo gearresteerd en naar het concentratiekamp Buchenwald gedeporteerd.

## Naoorlogse carrière
Hij overleefde het concentratiekamp en keerde na de Bevrijding naar Frankrijk terug. Onder premier De Gaulle was hij in 1945 minister van Bevoorrading. Van 1945 tot 1958 was hij voor de socialistische SFIO, de Franse Sectie van de Arbeiders Internationale, lid van de Assemblée Nationale als afgevaardigde van het departement Sarthe. Hij bleef lid tot 1958.
Pineau was van 1947 tot 1948 minister van Openbare Werken en Transport (1947-1948, 1949-1950) en minister van Financiën en Economische Zaken (1948). Na het aftreden van premier Pierre Mendès France in februari 1955, benoemde president René Coty Pineau tot formateur. Hij formeerde een kabinet met de bedoeling zelf premier te worden, maar hij verkreeg niet het vertrouwen van de Nationale Vergadering (268 stemmen vóór en 312 stemmen tegen).

## Minister van Buitenlandse Zaken
Van februari 1956 tot mei 1958 was Pineau minister van Buitenlandse Zaken. Tijdens deze periode was de Suezcrisis. De Egyptische president nationaliseerde in 1956 het Suezkanaal. Frankrijk en het Verenigd Koninkrijk waren fel tegen de nationalisering van het kanaal, uit vrees dat het recht op vrije doorgang gevaar liep. Pineau nam namens Frankrijk deel aan de planning van de Suez-Expeditie, die echter desastreus verliep voor Frankrijk en (vooral) het Verenigd Koninkrijk.
Na zijn aantreden als minister van Buitenlandse Zaken bepleitte Pineau een "nieuwe actieve diplomatie" ten opzichte van Oost-Europese landen en de Sovjet-Unie. Pineau had scherpe kritiek op door westerse landen gevolgde politiek ten opzichte van met name de Sovjet-Unie. Geheel in de lijn van de "nieuwe actieve diplomatie" bezochten premier Guy Mollet (SFIO) en Pineau Moskou (15 mei-17 mei 1956). Het nieuwe buitenlandse beleid, dat overigens door de Suezcrisis en de Algerijnse Onafhankelijkheidsoorlog ophield, werd sterk bekritiseerd door andere westerse landen.
Pineau was een overtuigd voorstander van Europese integratie. Namens Frankrijk ondertekende hij samen met Maurice Faure het Verdrag van Rome (25 maart 1957).
In oktober 1956 tekende hij als vertegenwoordiger van Frankrijk met het Verenigd Koninkrijk en Israël de Protocollen van Sèvres.
Pineau overleed op 90-jarige leeftijd en werd begraven op de Cimetière du Père-Lachaise.

## Ministersposten
- Minister van Bevoorrading (30 mei - 21 november 1945)
- Minister van Openbare Werken en Transport (24 november 1947 - 5 september 1948)
- Minister van Financiën en Economische Zaken (5 september - 11 september 1948)
- Minister van Openbare Werken, Transport en Toerisme (11 september 1948 - 7 februari 1950)
- Minister van Buitenlandse Zaken (1 februari 1956 - 14 mei 1958)

## Onderscheidingen
- Grootofficier van het Legioen van Eer
- Orde van de Bevrijding, Frankrijk
- Croix de Guerre 39/45 (3 vermeldingen)
- Médaille de la Résistance avec rosette
- Commandeur in de Orde van het Britse Rijk
- Grootofficier Leopoldsorde
- Oorlogskruis, België

## Werken
- La simple vérité, regard sur la période 1940-1945, Julliard
- Khrouchtchev, Perrin, 1964
- Suez, Robert Laffont, 1976
- Mon cher député, Julliard, 1959
- Le grand pari, l'aventure du Traité de Rome (met Christiane Rimbaud)
- Plume et le saumon, L'ourse aux pattons verts, Histoire de la forêt de Bercé, La planète aux enfants perdus

- Bibliothèque nationale de France: cb12172256q (data)
- Gemeinsame Normdatei: 116186461
- International Standard Name Identifier: 0000 0001 0925 4662
- Library of Congress Control Number: nr92042876
- Nationale Bibliotheek van Tsjechië: mub2017963132
- Nationale Bibliotheek van Israël: 987007509954405171
- Nederlandse Thesaurus van Auteursnamen: 074870068
- SNAC: w6wn63cw
- Système universitaire de documentation: 030271266
- Trove: 1045758
- Virtual International Authority File: 93127780
- WorldCat: E39PBJgRPYCK7CvpWwTD6vhPwC